# Virgohamna

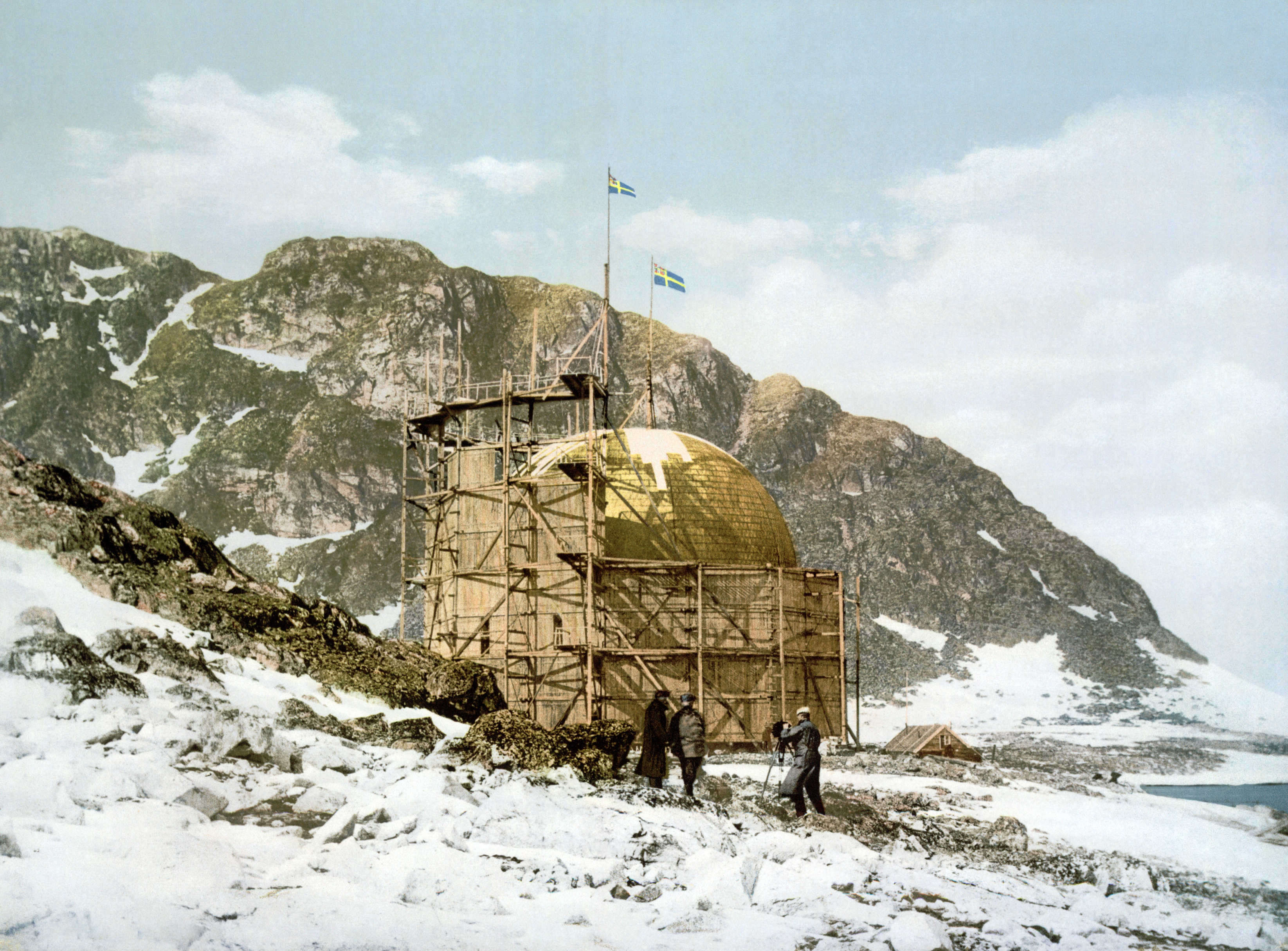
Andrées ballonghus i Virgohamna 1887

Virgohamna, tidigare Virgohavn, är en plats på Danskøya i den nordvästra delen av ögruppen Svalbard. Virgohamna har varit en nederländsk valfångststation och var utgångspunkt för  Salomon August Andrées och Walter Wellmans försök att nå Nordpolen med luftfarkoster. År 1973 blev Virgohamna en del av Nordvest-Spitsbergen nationalpark. Namnet kommer från   S/S Virgo, som fraktade  Andrées ballong Örnen och annan utrustning till Spetsbergen 1896 och 1897.

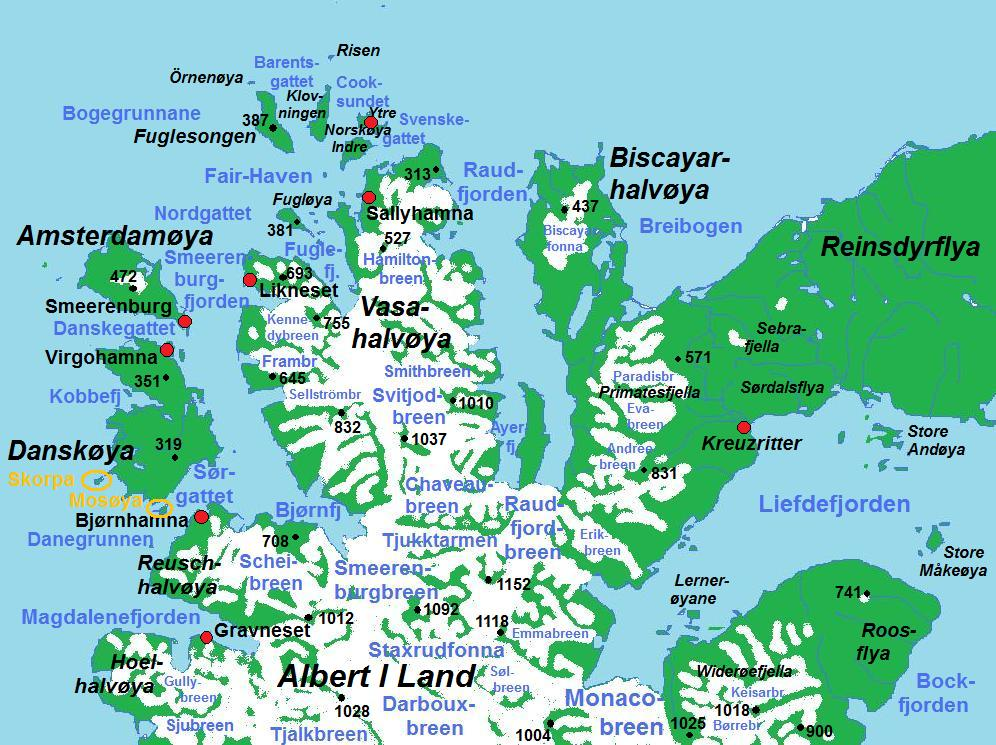
Karta över Albert I Land med angivande av Virgohamn

## Nederländsk valfångststation
Virgohamna var 1636 till omkring 1660-talet en nederländsk valfångststation med namnet Harlinger kokerij. Efter ett antal år var valarna nästan borta från fjordarna och valar kunde bara fångas långt ute till havs. Stationerna till lands förlorade då sin betydelse. År 1671 beskrivs landstationen som starkt förfallen.  Idag är den ett kulturminnesmärke bestående av späckugnar, trävirke, deponier av järnfilsspån och metallskrot i Virgohamna.

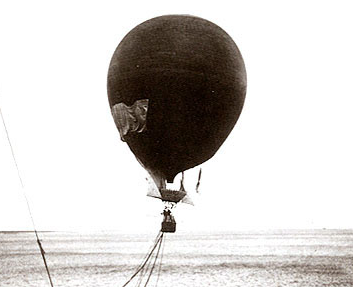
Vätgasballongen Örnen på väg mot Nordpolen efter avfärd från Virgohamna 1897. Fotograferad från ångaren Virgo.

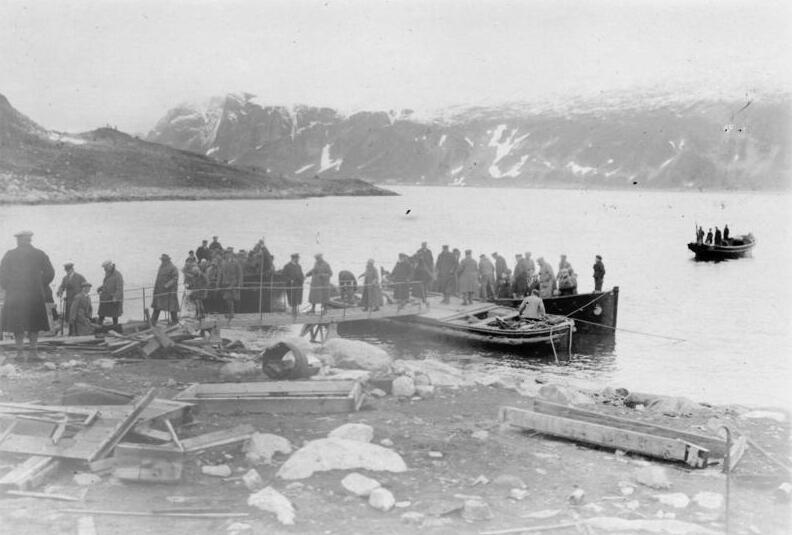
Tyska turister från ångaren München går i land sommaren 1925.

## Andrées ballongfärd
Huvudartikel: Andrées polarexpedition
Salomon August Andrée gjorde 1896 och 1897 försök att nå Nordpolen med en vätgasballong med Virgohamna som bas.
Andrées expedition har satt flera fysiska spår i Virgohamna. Där ligger fortfarande rester av ballonghuset och gasanläggningen i form av spikar, bultar, plankbitar och högar med rostat järnfilsspån.

## Walter Wellmans tre luftskeppsförsök
Virgohamna var också bas för amerikanaren Walter Wellmans försök att nå Nordpolen med luftskepp 1906, 1907 och 1909. Wellman byggde luftskeppshangar, hus och gasproduktionsanläggning. 
Längst västerut i Virgohamna ligger resterna efter Wellmans bas. Här finns resterna av den stora hangaren han byggde för luftskeppet America, bostadshus, tunnor med  järnfilsspån till vätgasanläggningen, rostiga bensinfat, järnskrot i alla storlekar och former, verktyg och annat material. 

## Virgohamna idag
Slitageskadorna efter turism har varit stora under senare år, och sommaren 2000 infördes restriktioner genom att enbart mindre grupper på högst tolv personer med guide och skriftlig tillåtelse från Sysselmesteren på Svalbard får besöka området.